# Þjóðvegur 1
De Þjóðvegur 1 (Nationale weg 1) of Hringvegur (Ringweg) is de belangrijkste weg in IJsland. Zoals de naam al aangeeft loopt hij in een grote cirkel over het eiland heen waar hij meerdere belangrijke plaatsen met elkaar verbindt. De Hringvegur is 1340 kilometer lang en is helemaal geasfalteerd. De weg werd voltooid in 1974 toen de brug over de Skeiðará-rivier voor het verkeer werd geopend.
Enkele belangrijke plaatsen waar de Hringvegur langs of doorheen loopt:
1. Reykjavík
2. Borgarnes
3. Blönduós
4. Akureyri
5. Egilsstaðir
6. Höfn
7. Selfoss

De ringweg heeft drie tunnels: de Hvalfjarðargöng, de Almannaskarðsgöng en de Vaðlaheiðargöng. In het zuiden worden twee sandurs over gestoken, de Mýrdalssandur en de Skeiðarárssandur en volgt een tocht langs het uitgestrekte Eldhraun, een enorm met mos begroeid lavaveld. Het schiereiland Snæfellsnes, de Westfjorden en het Noordoosten van IJsland (zoals Melrakkaslétta en Langanes) liggen ver buiten het bereik van de ringweg.

## Film
De IJslandse regisseur Friðrik Þór Friðriksson heeft een film over de ringweg gemaakt. De film heette Hringurinn (De ring) en werd in 1985 uitgebracht. Op het dak van een auto monteerde hij een camera die elke 12 meter een opname maakte. Bij een afspeelsnelheid van 24 plaatjes per seconde leverde dat een schijnbare rijsnelheid op van ongeveer 1200 kilometer per uur. De film duurde 80 minuten.